# Прието, Индалесио
Индале́сио Прие́то Туэ́ро (исп. Indalecio Prieto Tuero; 30 апреля 1883, Овьедо — 11 февраля 1962, Мехико) — испанский политик, один из лидеров Испанской социалистической рабочей партии (ИСРП), журналист.

## Социалист

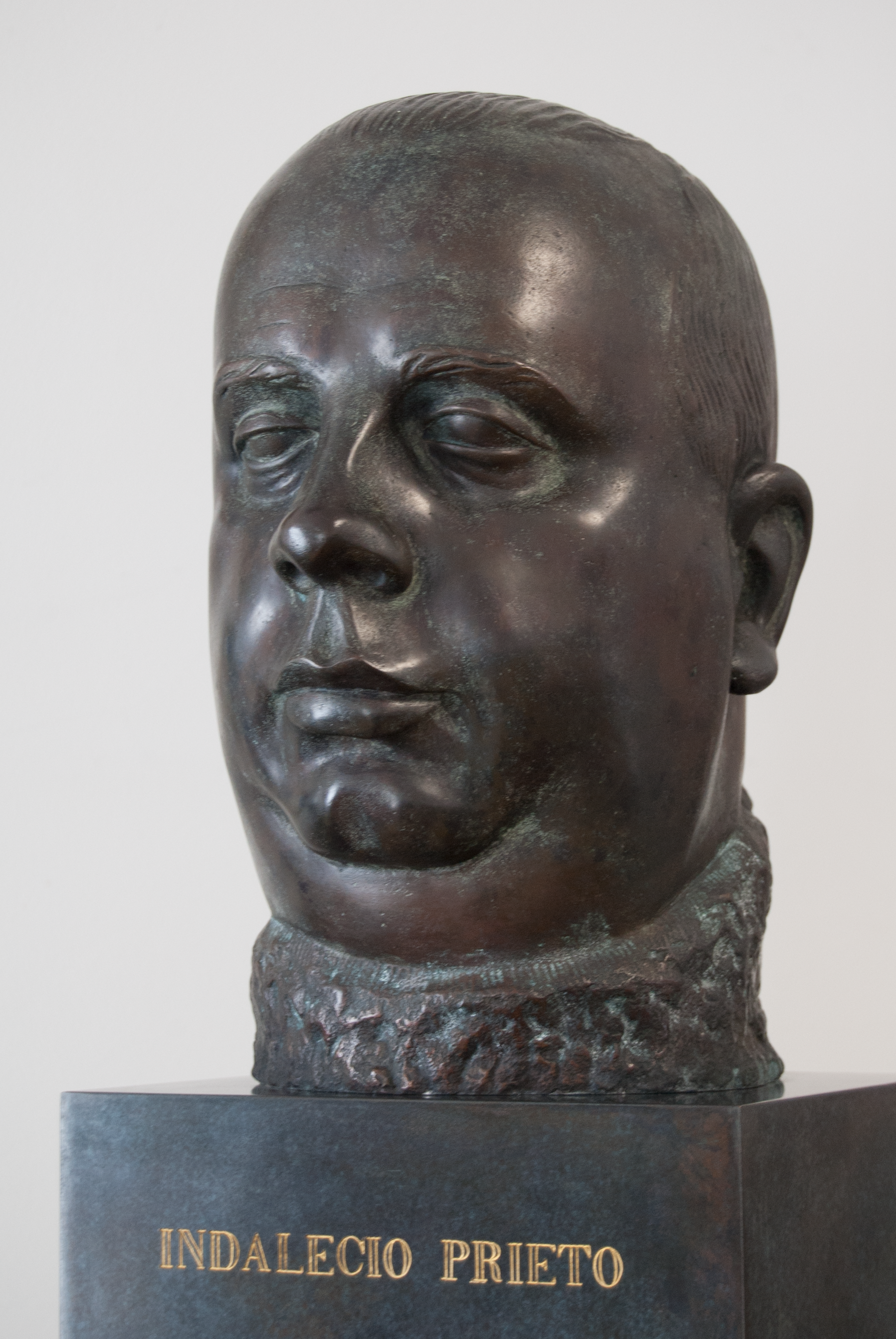
Indalecio Prieto (Juan Cristóbal, 1926).

Родился в небогатой семье. Когда ему было 6 лет, умер отец, а в 1891 году мать перевезла Индалесио в Бильбао. В детстве зарабатывал на жизнь, продавая на улицах газеты. Учился в религиозном протестантском центре, занимался самообразованием, получил работу стенографиста в ежедневной газете La Voz de Vizcaya. Затем работал редактором и журналистом в другой ежедневной газете El Liberal, со временем стал её директором. В 1899 году вступил в ИСРП, был ведущим деятелем социалистического движения в Стране Басков. Сторонник взаимодействия на выборах с республиканцами, в результате был избран местным депутатом в провинции Бискайя (1911) и членом муниципалитета Бильбао (1917).
В августе 1917 года был одним из организаторов революционной всеобщей забастовки, после её неудачи, не дожидаясь ареста, эмигрировал во Францию, откуда вернулся в апреле 1918 года, будучи избран депутатом кортесов (парламента) от ИСРП. Резко критиковал Рифскую войну, которую испанская монархия вела против марокканских племён. После военного поражения испанцев в Марокко в 1921 году обвинил короля Альфонса XIII в ответственности за поспешные и неблагоразумные действия близкого к монарху генерала Фернандеса Сильвестре, которые стали причиной катастрофы его войск (эта версия является вполне вероятной, но исчерпывающих доказательств нет). После прихода к власти генерала Мигеля Примо де Риверы в 1923 году был решительным противником его диктатуры, расходился по этому вопросу с другим социалистическим лидером, Франсиско Ларго Кабальеро. Являлся членом исполкома ИСРП, был противником вхождения партии в Коммунистический Интернационал (Коминтерн). В августе 1930 года подписал Пакт Сан-Себастьяна, означавший создание широкой антимонархической коалиции (против этого решения выступал лидер правого крыла партии Хулиан Бестейро, но Прието смог заручиться поддержкой Ларго Кабальеро), тогда же был избран членом Революционного комитета.

## В правительстве и оппозиции
После провозглашения Испании республикой был министром финансов (апрель — декабрь 1931 года) и министром общественных работ (декабрь 1931 — сентябрь 1933). Продолжил и расширил реализацию проектов в области гидроэнергетики, начатых при диктатуре Примо де Риверы. В бытность его министром был разработан амбициозный план усовершенствования инфраструктуры Мадрида, включавший в себя строительство тоннеля под городом. При этом Прието как социалист не пользовался доверием предпринимателей, а Банк Испании сопротивлялся усилению правительственного контроля.

После прихода к власти правоцентристского правительства в 1933 году перешёл в оппозицию, однако, в отличие от Ларго Кабальеро был противником всеобщей забастовки и неудавшегося вооруженного восстания октября 1934 года. Несмотря на это, принял активное участие в выступлении, что позднее считал ошибкой. Уже в мексиканской эмиграции Прието говорил: 

Я признаю себя виновным перед собой, перед Социалистической партией и перед всей Испанией за своё участие в этом революционном движении [октября 1934]. Я считаю это виной, грехом, а не славой. Я не был инициатором этого движения, но полностью участвовал в его подготовке и развитии.
При помощи майора авиации Игнасио Идальго де Сиснероса бежал во Францию в багажнике автомобиля, чтобы избежать возможного судебного преследования. Возглавлял центристскую фракцию «приетистов» в ИСРП, оппонировавшую как правым социалистам во главе с Бестейро, так и левым, лидером которых был Ларго Кабальеро. Вернувшись в Испанию, продолжал заниматься журналистикой.

## Министр в годы гражданской войны
В начале гражданской войны в 1936—1939 годах Прието был морским министром и министром авиации (сентябрь 1936 — май 1937) в правительстве Ларго Кабальеро, сформированном после ряда поражений республиканцев от наступавших на Мадрид войск националистов. Во время политического кризиса в мае 1937 года его фракция вместе с коммунистами и левыми республиканцами (и при поддержке СССР) выступила за отставку премьер-министра. Новое правительство возглавил «приетист» Хуан Негрин, а сам Прието занял ключевой пост министра обороны. Однако Негрин, равно как и другой видный деятель ИСРП Альварес дель Вайо, и командующий авиацией республики Идальго де Сиснерос, оказавший помощь Прието в 1934 году, эволюционировали в сторону тесного союза с Коммунистической партией (Идальго де Сиснерос даже вступил в неё). Это было неприемлемо для Прието, который был противником активного взаимодействия с коммунистами и, к тому же, не верил в победу в гражданской войне, хотя и не объявлял об этом открыто.
В период его руководства министерством обороны республиканская армия не добилась существенных успехов, зато потерпела значительное поражение на севере Испании осенью 1937 года, после чего Прието подал в отставку, которая была отклонена. В этот период снабжение республиканской армии советским оружием было практически прервано из-за того, что морские коммуникации подвергались атакам со стороны итальянских подводных лодок, а граница с Францией была закрыта. В апреле 1938 года - новое поражение — на этот раз в Арагоне, — и усиливающийся конфликт с коммунистами привели к его уходу с поста министра. Вскоре он выехал в Латинскую Америку — официально по поручению властей республики в качестве её представителя, но в реальности в своего рода ссылку.

Советский журналист Михаил Кольцов в своём «Испанском дневнике» дал такой портрет Прието: 

Он сидит в кресле, огромная мясистая глыба с бледным ироническим лицом. Веки сонно приспущены, но из-под них глядят самые внимательные в Испании глаза. У него твердая, навсегда установившаяся репутация делового, очень хитрого и даже продувного политика. «Дон Инда!» — восклицают испанцы и многозначительно поднимают палец над головой. При этом дон Инда очень любит откровенность и даже щеголяет ею, иногда в грубоватых формах.

Будущий Адмирал Флота Советского Союза Николай Кузнецов, бывший советским военным советником в Испании, так писал о Прието: 

Дон Индалесио, или, как его часто называли, Инда, производил впечатление неповоротливого и ленивого человека. Но стоило поговорить с ним несколько минут, и становилось ясно: первое впечатление было неверным. В этой глыбе сохранилось много энергии. Прието обладал острым умом, хотя и несколько циничным. Это был опытный политический деятель, более тридцати лет подвизавшийся на политической арене. Не раз он избирался в кортесы. Все знали: дон Инда — человек деловой и хитрый. О жизни Прието говорили разное. Было широко известно, что дон Инда весьма неравнодушен к женщинам, и на этой почве с ним происходили разные истории. Рассказывали, что на одном совещании в социалистической партии ему задали прямой вопрос по этому поводу. Прието будто бы встал из-за стола и картинно провел рукой по своей необъятной фигуре на уровне груди: — Все, что выше, — для партии, остальное — для себя.

## Эмигрант
К 1939 году переехал в Мексику, где создал Совет помощи испанским республиканцам (JARE), занимавшийся непосредственной помощью беженцам-республиканцам (снабжением их продуктами и предметами первой необходимости). С согласия президента Мексики Ласаро Карденаса под контроль Совета перешли ценности, эвакуированные из Европы правительством Негрина, что резко ослабило позиции последнего. В 1945 году Прието был одним из инициаторов создания правительства Испанской республики в изгнании под руководством Хосе Хираля. В 1946 году на конгрессе ИСРП в Тулузе добился осуждения социалистами политического курса Негрина, направленного на союз с коммунистами. До 1950 года возглавлял ИСРП. Был сторонником соглашения с монархической оппозицией режиму Франсиско Франко на общедемократической платформе.
Жил в Мексике, где написал несколько книг, последняя из которых — «Письма скульптору: маленькие детали больших событий» (Cartas un escultor: pequедоs detalles de grandes sucesos) — была опубликована в 1962.